# 沃森 (明尼蘇達州)
沃森（英語：Watson）是一個位於美國明尼蘇達州契皮瓦縣的城市。

## 人口
根據2020年美國人口普查的數據，沃森的面積為0.45平方千米，當中陸地面積為0.45平方千米，而水域面積為0.00平方千米。當地共有人口182人，而人口密度為每平方千米404人。